# San Salvatore di Fitalia
San Salvatore di Fitalia (Santu Sarbaturi in siciliano, U Sarbaturi in fitalese) è un comune italiano di 1 116 abitanti della città metropolitana di Messina in Sicilia.

## Storia

### Simboli
Lo stemma comunale è stato riconosciuto con decreto ministeriale del 3 maggio 1907.
Il gonfalone municipale, concesso con D.P.R. del 26 giugno 2008, è un drappo di giallo.

## Società

### Evoluzione demografica
Abitanti censiti

## Monumenti e luoghi d'interesse

### Architetture religiose

#### Chiese
Queste sono alcune delle chiese più importanti di San Salvatore di Fitalia:
- XII secolo, Basilica maggiore del Salvator Mundi o del Santissimo Salvatore, tempio ricostruito in epoca normanna su edificio di culto d'epoca bizantina e ampliato nel 1515.
- XIV secolo, Chiesa di Santa Maria Assunta, ex chiesa madre, ampliata nel XVI secolo.
- XII secolo, Chiesa della Madonna delle Grazie
- XI secolo, Chiesa di Sant'Adriano Lo Vecchio
- XVI secolo, Chiesa di Sant'Antonio da Padova
- XVII secolo, Santuario di San Calogero
- IX secolo, Santuario rupestre della Madonna della Pietà

### Architetture civili
- XV secolo, Palazzo del Vescovo
- XII secolo, Palazzo Baronale Grasso, oggi Palazzo Ciminata
- XIV secolo, Palazzo Stazzone
- XV secolo, Palazzo Catalano o del Podestà
- XVI secolo, Villa Baronale
- XVI secolo, Villa Sant'Andrea
- VIII secolo, Torre del Capitano, ruderi. Cinta muraria non più esistente
- XVIII secolo, Casino di Santa Maria Cuma
- XIX secolo, palazzo baronale Musarra.
- XX secolo, ex Ospedale civile San Calogero, costruito nei primi anni del '900 sul luogo dove sorgeva il vecchio convento con l'annessa Cappella di San Calogero

### Architetture documentate
- ?, Badia
- 1537, Chiesa di Santa Margherita
- ?, Chiesa di Santa Caterina d'Alessandria
- ?, Convento di San Francesco con annessa cappella di San Calogero, fondato nel 1615 e distrutto da una frana nella metà dell'Ottocento
- ?, Monastero di San Bartolomeo dell'Ordine di San Benedetto, fondato presumibilmente verso il '500 e distrutto verso il 1880
- ?, Palazzo del Peculio Frumentario
- ?, Palazzo dell'Universitas
- 1816, Monte di Pietà

## Amministrazione
Di seguito è presentata una tabella relativa alle amministrazioni che si sono succedute in questo comune.
| Periodo          | Periodo          | Primo cittadino       | Partito                                                        | Carica              | Note  |
| ---------------- | ---------------- | --------------------- | -------------------------------------------------------------- | ------------------- | ----- |
| 7 giugno 1985    | 19 maggio 1990   | Vincenzo Santo Scorza | Partito Comunista Italiano                                     | Sindaco             | [ 9 ] |
| 19 maggio 1990   | 18 maggio 1993   | Vincenzo Santo Scorza | Partito Democratico della Sinistra, Partito Comunista Italiano | Sindaco             | [ 9 ] |
| 22 novembre 1993 | 1º dicembre 1997 | Umberto Musarra       | -                                                              | Sindaco             | [ 9 ] |
| 1º dicembre 1997 | 12 agosto 1998   | Vincenzo Calderaio    | lista civica                                                   | Sindaco             | [ 9 ] |
| 14 giugno 1999   | 14 giugno 2004   | Antonino Scorza       | lista civica                                                   | Sindaco             | [ 9 ] |
| 14 giugno 2004   | 7 giugno 2009    | Giuseppe Pizzolante   | lista civica                                                   | Sindaco             | [ 9 ] |
| 26 giugno 2008   | 8 giugno 2009    | Luciana Giammanco     |                                                                | Comm. straordinario | [ 9 ] |
| 8 giugno 2009    | 10 giugno 2014   | Giuseppe Pizzolante   | lista civica                                                   | Sindaco             | [ 9 ] |
| 10 giugno 2014   | 23 aprile 2015   | Giovanni Corso        |                                                                | Comm. regionale     | [ 9 ] |
| 30 aprile 2015   | 1º giugno 2015   | Gagliano Filippo      |                                                                | Comm. regionale     | [ 9 ] |
| 1º giugno 2015   | 5 ottobre 2020   | Rosario Ventimiglia   | lista civica                                                   | Sindaco             | [ 9 ] |
| 6 ottobre 2020   | in carica        | Giuseppe Pizzolante   | lista civica                                                   | Sindaco             | [ 9 ] |

### Altre informazioni amministrative
Il comune di San Salvatore di Fitalia fa parte delle seguenti organizzazioni sovracomunali: regione agraria n.8 (Colline litoranee di Patti).

## Sport

### Calcio
La principale squadra di calcio del paese è l'US Fitalese 1981 che milita nella Seconda Categoria. I colori sociali sono il Bianco e il Rosso.
Disputa le sue partite allo stadio comunale "Giuseppe Monachino".